# Liste der Bürgermeister von Cromstrijen
Dieses ist die Liste der Bürgermeister von Cromstrijen in der niederländischen Provinz Südholland seit der Gründung der Gemeinde am 1. Januar 1984 bis zu ihrer Auflösung am 1. Januar 2019.
| Bürgermeister | Bürgermeister           | Partei | Partei | Amtszeit  | Anmerkungen   |
| ------------- | ----------------------- | ------ | ------ | --------- | ------------- |
|               | Bert Broekhuis          |        | PvdA   | 1984–1998 |               |
|               | Roos Bosua-van Gelderen |        | PvdA   | 1998–2000 | kommissarisch |
| Jan Heijkoop  | Jan Heijkoop            |        | CDA    | 2000–2003 | kommissarisch |
|               | Dick Kraaijveld         |        | CDA    | 2003–2006 | kommissarisch |
| Giel Janssen  | Giel Janssen            |        | VVD    | 2006–2011 |               |
|               | Erik van Heijningen     |        | VVD    | 2011      | kommissarisch |
| Jan Luteijn   | Jan Luteijn             |        | SGP    | 2011–2018 |               |